# Rebel·lió a l'Índia (pel·lícula de 1965)
Rebel·lió a l'Índia (títol original: The Brigand of Kandahar) és una pel·lícula d'aventures britànica de 1965 dirigida per John Gilling i protagonitzada per Ronald Lewis, Oliver Reed i Duncan Lamont. Va ser una de les nombroses pel·lícules britàniques realitzades durant una època que presentava guerrers estrangers com a protagonistes. Està doblada al català.

## Argument
Case, un oficial de l'exèrcit indi britànic, és acomiadat del seu regiment després d'haver estat acusat de covardia. Després s'uneix a un grup de bandolers indis en una recerca per capturar un fort britànic.

## Repartiment
- Ronald Lewis - Case
- Oliver Reed - Ali Khan
- Duncan Lamont - Coronel Drewe
- Yvonne Romain - Ratina
- Katherine Woodville - Elsa
- Glyn Houston - Marriott
- Walter Brown - Hitala
- Inigo Jackson - Capità Boyd
- Jeremy Burnham - Capità Connelly

## Recepció crítica
Un crític de Time Out va escriure: "L'Índia el 1850 proporciona el teló de fons (suposadament, almenys, ja que les roques de paper maché i l'Anglaterra rural són molt evidents) per a una aventura militar rutinària"; mentre que TV Guide va assenyalar que "el clímax de la batalla és ràpid, ben posat en escena i entretingut".